# Daytona (band)
Daytona är ett svenskt hårdrocksband som bildades 2022.

## Historia
Debutalbumet, Garder La Flamme, släpptes den 25 oktober 2024 och har fått positiva recensioner från magasin som Classic Rock (UK) och Burrn! (Japan). Albumet valdes ut av en jury som finalist i kategorin ”Årets debutalbum” vid Rocknytt Awards.

## Medlemmar
Daytona består av sångaren Fredrik Werner (Air Raid, Osukaru), gitarristen Erik Heikne (Miss Behaviour), keyboardisten Johan Berlin (ex. Eclipse, TimeScape), basisten Niclas Lindblom och trummisen Calle Larsson.

## Diskografi
Studioalbum
Garder La Flamme (2024, Escape Music Ltd).
Singlar'
- Where Did We Lose The Love
- Looks Like Rain
- Slave To The Rhythm